# Ibrahim Ahmad (pisarz)

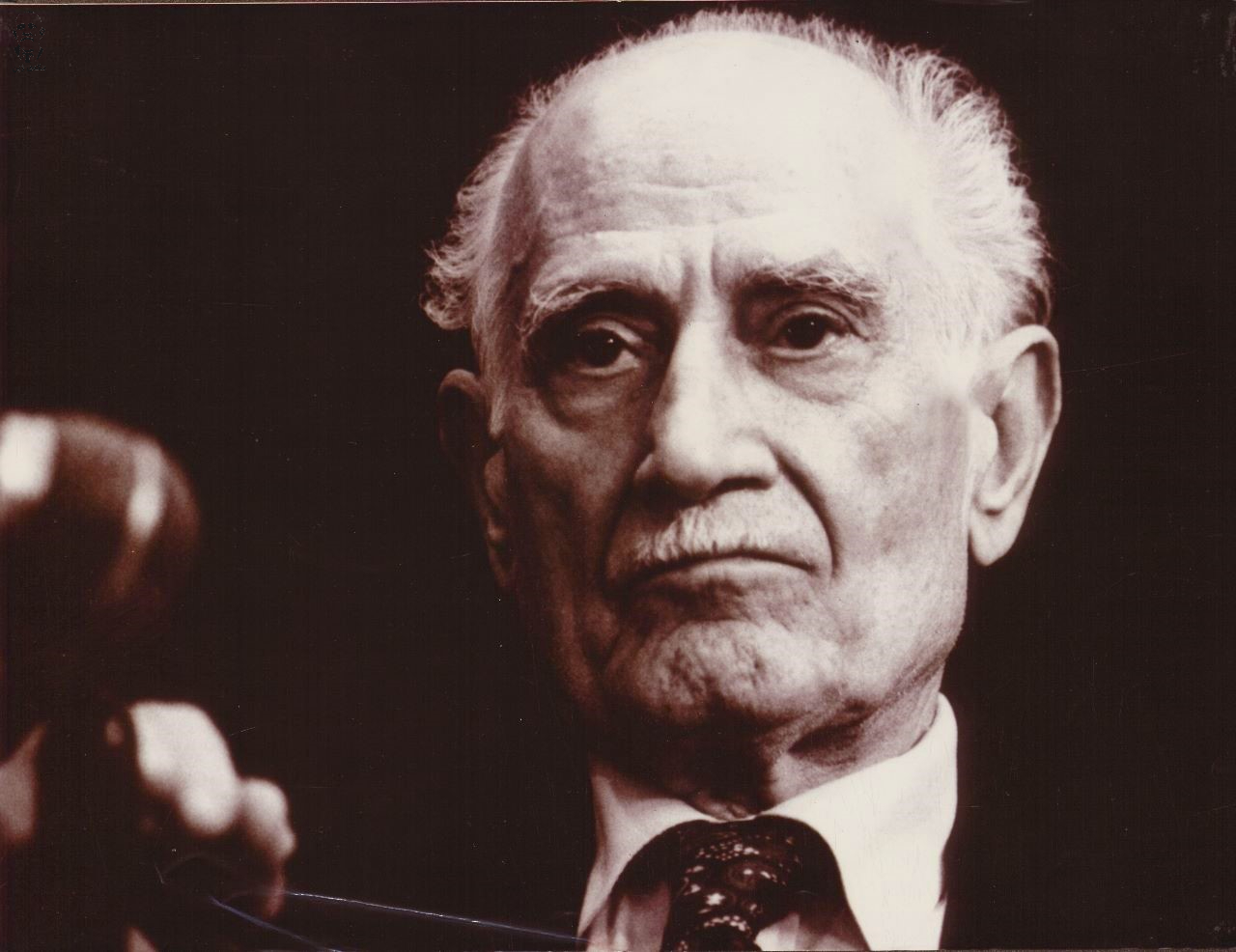
Ibrahim Ahmed

Ibrahim Ahmad kurd. Ibrahîm Ehmed, ئیبراهیم ئه‌حمه‌د, (ur. 1914 w As-Sulajmanijja, zm. 2000) – kurdyjski pisarz, tłumacz i polityk. W latach 1930–1970 aktywny działacz wielu kurdyjskich organizacji, m.in. członek Demokratycznej Partii Kurdystanu, w której pełnił rolę sekretarza generalnego w 1953.

## Życiorys
W 1939 roku, razem z Aladdinem Soujadim, założył kurdyjski periodyk literacki Gelawêj, którego był redaktorem naczelnym do 1949 roku. Na łamach owego czasopisma ukazało się wiele wierszy, opowiadań, artykułów i tłumaczeń (w większości z języka angielskiego) Ahmada. Duża część z nich potem zaginęła, ze względu na zakaz publikowania twórczości pisarza w Iraku. 
W 1949 roku iracki sąd, kierowany przez rządzący reżim, skazał Ahmada na dwa lata pobytu w bagdadzkim więzieniu oraz dwuletni areszt na terenie Kirkuk. W międzyczasie pisarz był redaktorem podziemnej gazety partyjnej KDP, która w latach 1949-1956 była wydawana pod nazwą Rizgarî, a następnie zmieniła nazwę na Xebat. 
Kiedy w 1964 roku doszło do rozłamu w szeregach KDP pomiędzy dwa obozy, po jednej stronie Mustafy Barzaniego, a po drugiej Dżalala Talabaniego, Ahmed stanął po stronie obozu Talabaniego i wyemigrował razem z nim do Iranu. Tam dalej prowadził gazetę partyjną wydawaną przez zwolenników Talabaniego, skrzydło Barzaniego wydawało swoją wersję. Taki stan rzeczy trwał aż do 1970 roku, kiedy to doszło oficjalnie do ponownego połączenia obu skłóconych obozów. Wtedy również Ahmad wycofał się z życia politycznego. W 1975 pisarz wyemigrował do Wielkiej Brytanii, która udzieliła mu azylu politycznego. 

## Twórczość[2][4]

### Opowiadania
- Yadgarî Lawan (1933)
- Kwêrewerî (1959)
- Bawik û Kur (1979)
- Pirsey Şehîd (1980)

### Powieści
- Awat û Nahumêdî (1933, niepublikowane)
- Jiyan û Xebat (1961, niepublikowane)
- Herzekarî û Hejarî (1972, niepublikowane)
- Janî Gel (1972)
- Dirk û Gul (1991)